# Joan Torrella i Ballester
Joan Torrella i Ballester (Ciutat de Mallorca, s. XVII - 1713), Militar, austriacista i cronista mallorquí.

## Biografia
Va ser capità de companyies de milícies i de la Companyia del dos-cents (1682-1704). El 1705 va ser nomenat per les autoritats filipistes batle de la ciutat i regne de Mallorca, càrrec en el qual va ser revalidat per les autoritats austriacistes el 1706.

## Llibre de notes manuscrites o Olla Podrida
Va escriure "Olla Podrida de diverses notícies i algunes particularitats succeïdes així en Mallorca com en algunes altres parts del món", un recull d'esdeveniments succeïts entre 1670 i 1712. Escrivia les seves notes aprofitant "papers volats", llibres de comptabilitat de la tafona de l'oli o qualsevol full en blanc. No era un diari, sinó notes preses amb la intenció de contar allò "per ser cosa mai vista", "per no ser usual" o "fas memòria per lo venidor". Posteriorment el seu fill va transcriure i enumerar les notes. En aquesta crònica hi sovintegen les notes autobiogràfiques, les referències religioses i les informacions sobre la noblesa i les festes i celebracions. Joan Torrella era cunyat de Salvador Trullols i Olesa, que va encapçalar la revolta austriacista de setembre de 1706, per això té molt d'interès la descripció d'aquests esdeveniments, basat en testimonis directes dels fets.
La llengua utilitzada a la crònica és el català, amb alguns poemes en castellà i en llatí. La crònica va ser continuada, a partir de 1712, pel seu fill Agustí Torrella i Trullols.